# Scimmia Skunk
La scimmia Skunk è una creatura antropomorfa che secondo alcune leggende vivrebbe nel Sud degli Stati Uniti. I sostenitori dell'esistenza di tale creatura la definiscono come appartenente alla specie dei cosiddetti criptidi umanoidi. I presunti avvistamenti sarebbero avvenuti nella Carolina del Nord, in Arkansas e in Florida.
Il nome "Skunk" deriva principalmente da alcune credenze che accompagnano il mito della creatura, in questo caso il cattivo odore che emanerebbe (skunk in inglese è la moffetta). In accordo con lo United States National Park Service, vista la mancanza di prove concrete sulla sua reale esistenza, è considerato un mito locale.

## Presunti avvistamenti
Relazioni sul primate sono state riportate in maniera consistente tra gli anni '60 e '70. Nell'autunno del 1974, in particolare, nell'area della Contea di Miami-Dade (Florida), la sua presenza fu segnalata nelle zone suburbane, accompagnata dalle prime descrizioni: creatura scimmiesca, stazza possente, cattivo odore, bipede.
Nel 2000 furono inviate in forma anonima al Dipartimento dello Sceriffo di Sarasota (Florida) due fotografie accompagnate dalla lettera di una signora che si dichiarava autrice degli scatti. La donna spiegava come la creatura scimmiesca fosse entrata nella sua proprietà per tre notti a prendere le mele che lei teneva sul paniere nel portico; pensava però si trattasse di un orangutan fuggito da qualche posto e non dello Skunk.
Le presunte prove fotografiche, oggi note come le "foto di Myakka", sono state inviate in un laboratorio fotografico Eckerd di Sarasota County, dal criptozoologo Loren Coleman per verificarne l'autenticità.

## Citazioni cinematografiche
- Nel 2003 i fratelli Matt e Greg Brookens hanno realizzato il cortometraggio Skunk Ape!? della durata di 30 minuti, sul genere della commedia horror, utilizzando attori esordienti o poco conosciuti.[6]